# Moka (distrito)
Moka é um distrito da Maurícia, com 221 km² de área. Em 2014 tinha 75 479 habitantes e a capital é a cidade homónima.
| Noroeste: Port Louis      | Norte: Pamplemousses | Nordeste: Flacq |
| Oeste: Plaines Wilhems    | Moka                 | Leste: Flacq    |
| Sudoeste: Plaines Wilhems | Sul: Grand Port      |                 |